# Volborg, Montana
Volborg este o localitate neîncorporată din comitatul Custer, statul Montana, Statele Unite ale Americii. Localitatea se găsește la aproximativ 41 mile (66 km) sud de Miles City, care este reședința comitatului.

## Scurtă prezentare
Localitatea are doar câteva clădiri, și anume, un oficiu poștal, un magazin general, două case și mai multe clădiri cu destinație industrială, economică și comercială.
Localitatea, care a fost fondată de Charlie M. Allen, a fost numită după prima sa soție Theoline (Tillie) Volborg Osmenson Allen. Conform datelor menținute de familie, Charlie Allen a propus mai multe nume pentru a desemna oficiul poștal al localității. Toate au fost respinse, pentru existau și în alte locuri, multe nume similare. Conform "legendei," după multiple respingeri, Tillie i-ar fi scris soțului său al doilea prenume al său, Volborg. De data aceasta, United States Post Office a acceptat acest nume.

## Alte articole
- Listă de orașe din statul Montana
- Listă de târguri din statul Montana
- Listă de comunități neîncorporate din statul Montana
- Listă de comunități desemnate pentru recensământ din statul Montana